# Spankmaster
Spankmaster è il sesto album solista del rapper statunitense Kool Keith, pubblicato il 5 giugno del 2001 e distribuito da Overcore e TVT Records.
| Recensione       | Giudizio |
| ---------------- | -------- |
| AllMusic         | [ 1 ]    |
| Robert Christgau | taglio   |
| RapReviews       | [ 3 ]    |
| Vibe             | [ 4 ]    |

## Tracce
1. Concert Intro – 0:49 (testo: Keith – musica: Keith, Jacky Jasper, Santos)
2. I Wanna Play – 3:24 (testo: Keith – musica: Keith, Jacky Jasper, Esham, Santos)
3. I'm a Tell-U – 2:59 (testo: Keith – musica: Keith)
4. Mack Trucks – 2:29 (testo: Keith – musica: Keith)
5. Drugs – 3:23 (testo: Keith – musica: Keith, Jacky Jasper, Esham, Santos)
6. Yes Yes Y'all (featuring Esham) – 3:07 (testo: Keith, Esham – musica: Keith)
7. Haters – 3:21 (testo: Keith – musica: Keith)
8. N.B.A. – 2:41 (testo: Keith – musica: Keith, Santos)
9. Jewelry Shine – 3:32 (testo: Keith – musica: Keith, Santos)
10. Eldaradoe's – 2:23 (testo: Keith – musica: Keith)
11. Maxin in the Shade – 3:11 (testo: Keith – musica: Keith)
12. Big Frank – 3:11 (testo: Keith – musica: Keith, L. Seven)
13. Jealous – 3:49 (testo: Kieth – musica: Keith, L. Seven)
14. Girls Would U Fuck Tonight – 2:58 (testo: Keith – musica: Keith, L. Seven)
15. Stoney Jackson – 2:47 (testo: Keith – musica: Keith, Jacky Jasper, Santos)
16. Girls in Jail – 2:49 (testo: Keith – musica: Keith, Jacky Jasper, Santos)
17. Blackula (featuring Jacky Jasper) – 3:02 (testo: Keith, Jacky Jasper – musica: Keith, Esham, Jacky Jasper, Santos)
18. Dark Vadar (featuring Esham) – 4:03 (testo: Keith, Esham – musica: Keith, Esham, Jacky Jasper, Santos)
19. Captain Save Em – 3:45 (testo: Keith – musica: Keith)
20. Spank-Master (Take Off Your Clothes) (featuring Esham) – 2:32 (testo: Keith, Esham – musica: Keith, Esham, Jacky Jasper, Santos)

Durata totale: 60:15

## Classifiche
| Classifica (2001)         | Posizione massima |
| ------------------------- | ----------------- |
| US Heatseekers Albums     | 16                |
| US Independent Albums     | 11                |
| US Top R&B/Hip-Hop Albums | 74                |